# Nickel City Opera

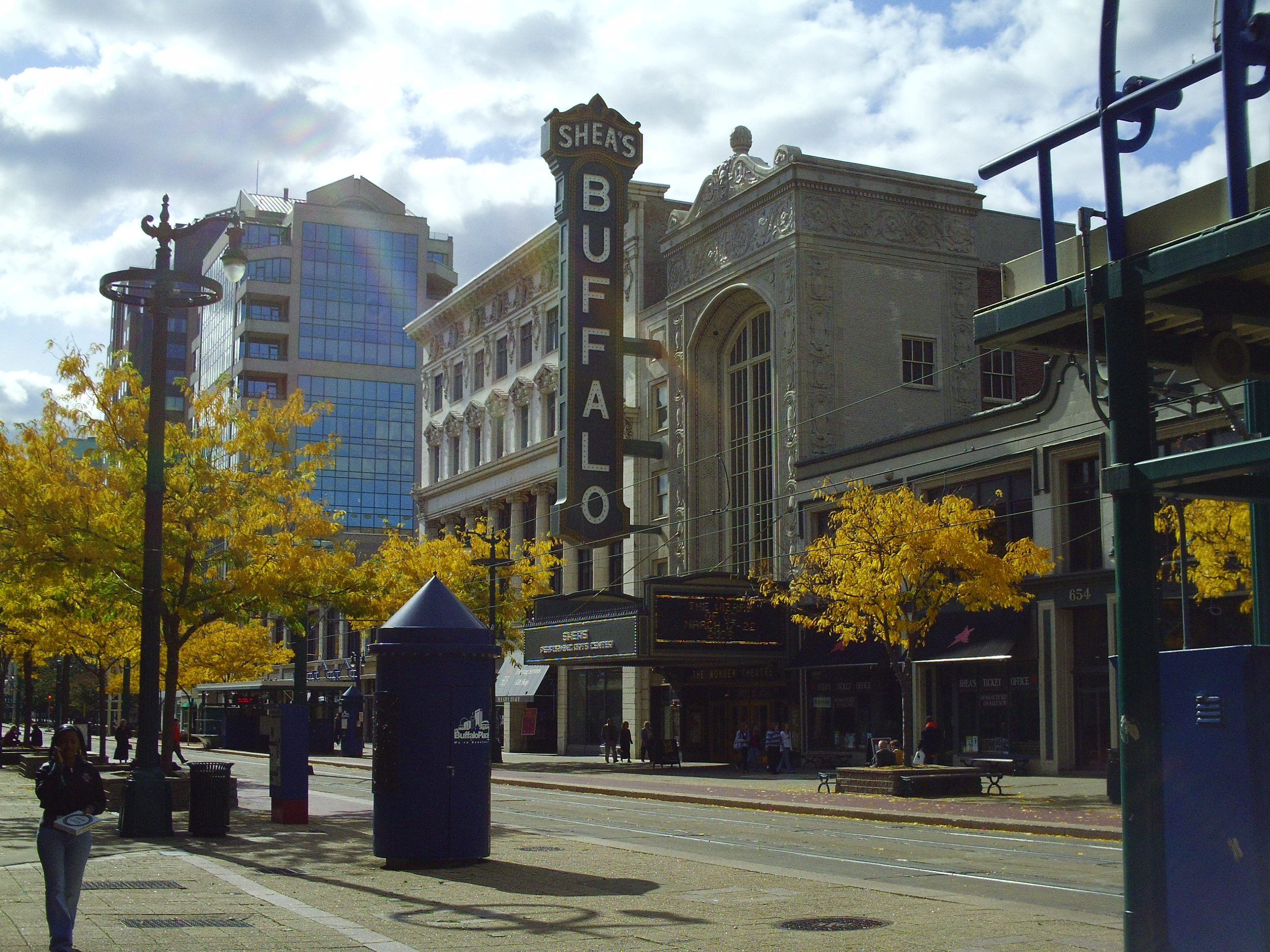
Shea's Performing Arts Center, sediul Nickel City Opera din Buffalo

Nickel City Opera (cunoscută și sub numele de NC Opera Buffalo și NCO) este o companie de operă americană înființată în 2004 de către Valerian Ruminski cu sediul în Buffalo, New York. Sediul Companiei Nickel City este Shea's Performing Arts Centre, sală de operă având 3019 locuri, situată în Buffalo Theatre District din centrul orașului Buffalo, la adresa 646 Main Street, Buffalo, NY 14202-1906. NCO colaborează cu Orchestra Filarmonică din Buffalo. Din 2017 până în 2021, directorul muzical al companiei a fost Matthias Manasi.
Repertoriul NCO este alcătuit dintr-o gamă largă de lucrări, de la piese din perioada barocului din secolul al XVIII-lea și al epocii bel canto din secolul al XIX-lea, la minimalismul secolului XX și la operele contemporane din secolele XX și XXI. Aceste opere sunt puse în scenă prin producții care variază ca stil, de la cele cu decoruri tradiționale elaborate, la unele cu un design conceptual modern. De asemenea, NCO a comandat și a pus în scenă premiere mondiale.
Shea's Performing Arts Center a fost proiectat de cunoscuta firmă din Chicago, Rapp and Rapp. Teatrul  a fost construit în stilul celor europene, iar decorațiunile sunt o combinație a stilurilor baroc, rococo francez și spaniol. Design-ul interior a fost realizat de designer-ul și artistul de renume mondial Louis Comfort Tiffany, iar majoritatea elementelor există și astăzi. O mare parte din mobilier și accesorii au fost furnizate de Marshall Field din Chicago și includeau candelabre de cristal cehoslovace de cea mai bună calitate. Inițial au fost aproape 4000 de locuri, dar în anii 1930 numărul de locuri a fost redus la cel actual de 3019 locuri pentru a mări locul orchestrei, prin extinderea lojei.

## Istoric
NCO a produs prima sa operă, Bărbierul din Sevilla de Gioachino Rossini în iunie 2009, la Teatrul Riviera. În anul următor, 2010, a fost pusă în scenă opera Rigoletto de Giuseppe Verdi. NCO are astăzi un repertoriu de peste 25 de opere și a pus în scenă spectacole precum Trubadurul, Boema, Salomeea, Don Pasquale, Fiica regimentului, Rigoletto, Tosca, Il tabarro, Impresarul (Der Schauspieldirektor),  L'elisir d'amore, Nunta lui Figaro, La traviata, Bărbierul din Sevilla, Amahl și vizitatorii din noapte de Gian Carlo Menotti  și Magazinul de muzică  (The Music Shop) de Richard Wargo.
În producțiile NCO au interpretat cântăreți precum Adam Klein, Eric Fennell, Elizabeth Blancke-Biggs, Victoria Livengood, Eduardo Villa, Ray Chenez,
 James Wright, John Packard, Zulimar López-Hernández, Marc Freiman, Michele Capalbo, David MacAdam și Marieterese Magisano.
În 2011, NCO a prezentat un eveniment cultural special: opera Il tabarro, de Giacomo Puccini, regizată de Henry Akina, la bordul Navei Statelor Unite USS The Sullivans (DD-537), o navă distrugător de tip Fletcher a Marinei Statelor Unite ieșită din uz, unul dintre reperele orașului Buffalo, care servește ca navă-muzeu și este ancorata în Buffalo and Erie County Naval & Military Park. Nava americană USS The Sullivans (DD-537) a fost parte integrală a coregrafiei.
În 2017, Matthias Manasi a preluat direcția muzicală a NCO și a fost numit director muzical și dirijor-șef.
În timpul pandemiei de COVID-19, începând cu martie 2020, NCO nu a mai putut produce piese de operă la Shea's Performing Arts Center. O producție a operei Aida de Verdi planificată pentru perioada 7-29 august 2021 la Artpark State Park (Earl W. Brydges),  situat în Village of Lewiston din Niagara County, New York a fost anulată din cauza restricțiilor impuse de pandemia COVID-19. În iunie 2023, NCO a inaugurat o nousă serie de producții de operă cu Bărbierul din Sevilla de Rossini, la Nichols Flickinger Performing Arts Center.
Printre regizorii de scenă de la NCO se mai numără și David Grabarkewitz, care a regizat  Madama Butterfly de Giacomo Puccini a Operei din New York City pentru Public Broadcasting System (PBS), premiată cu Emmy în 2008, și Marc Verzatt, distins cu premiul Outstanding Stage Director în 2006 de către revista "Classical Singer".

## Premiul Opera America Service Award
În mai 2017, Opera America a acordat NCO și lui Valerian Ruminski, directorul artistic al NCO, premiul anual Service Award, prin care sunt recunoscuți cei care "promovează opera în comunitățile lor și lucrează neobosit pentru a asigura cea mai înaltă calitate artistică posibilă și servicii în comunitate". În cadrul ceremoniei care a avut loc în Dallas, Marc A. Scorca, președinte și director executiv al companiei Opera America, a declarat: "În numele personalului și al membrilor din cadrul Opera America, vă rog să acceptați felicitările mele și vă mulțumim pentru contribuția dumneavoastră excepțională în domeniul operei."

## Premiere mondiale și americane
În iunie 2016, Nickel City Opera a produs premiera mondială a operei SHOT! compusă de Persis Vehar cu un libret de Gabrielle Vehar, despre asasinarea președintelui McKinley, pusă în scenă de David Grabarkewitz. Rolul președintelui William McKinley a fost interpretat de Valerian Ruminski, rolul Ida McKinley a fost interpretat de Marieterese Magisano, alături de John Packard în rolul lui Leon Czolgosz, Michele Capalbo în rolul Emmei Goldman și Fred Furnari în rolul superintendentului Bull al poliției din Buffalo, împreunăc cu corul NCO și Orchestra Filarmonică din Buffalo. Decorurile au recreat scene din Expoziția Panamericana din 1901, cu proiecții de 12 metri înălțime ale filmărilor originale ale expoziției, filmări realizate de Edison în 1901, precum și cu ajutorul unor fotografii istorice rare.
În iunie 2021, NCO a colaborat cu Sotto Voce Vocal Collective pentru a prezenta premiera mondială a operei The Second Sight de Jessie Downs.

## Directori

### Directori muzicali / dirijori șefi de orchestră
Michael Ching a fost director muzical și dirijor șef al NCO din 2012 până în 2017. El a fost urmat de  Matthias Manasi ca director muzical și dirijor șef al NCO din 2017 până în 2021.

### Regizori de scenă
Printre regizorii de scenă ai producțiilor de operă de la NCO se numără regizori de renume internațional precum David Grabarkewitz, care a regizat pentru PBS producția Operei din New York a operei Madama Butterfly de Puccini, piesă care a câștigat un premiu Premiul Emmy în 2008.
Directorul de scenă, Marc Verzatt, care a fost premiat ca fiind cel mai bun director de scenă al anului în 2006 de către Classical Singer Magazine, a regizat, de asemenea, producții de operă la NCO.

## Locații
Principalele producții ale NCO sunt prezentate în locația prinicipală, Shea's Performing Arts Center, din centrul orașului Buffalo, New York. Alte locații includ Teatrul Riviera (1149 de locuri) din North Tonawanda (New York), Teatrul Artpark Mainstage (2400 de locuri) și Amfiteatrul Artpark (4400 de locuri) din Parcul de Stat Earl W. Brydges Artpark din Lewiston, New York, precum și Nichols Flickinger Performing Arts Center (460 de locuri) din Buffalo, New York.